# Фёдоров, Сергей Николаевич
Сергей Николаевич Фёдоров (14 января 1960) — советский и российский футболист, полузащитник, игрок в мини-футбол.
В первенстве СССР играл в командах второй лиги «Светотехника» Саранск (1980), «Зенит» Ижевск/Устинов (1981, 1984), «Динамо» Ленинград (1985), «Кировец» Ленинград (1989) и первенстве КФК за «Металлург» Пикалёво (1989—1989) и «Фосфорит» Кингисепп (1991). После распада СССР играл за «Фосфорит-Форум» (1992), клуб чемпионата Эстонии «Транс» Нарва (1992/93, 1993/94) и «Металлург» Пикалёво (третья лига, 1995).
Играл в первенстве России по мини-футболу за клубы «Заря» Новгород (1992/93, 1993/94, 1996/97) и «Единство» СПб (2000/01).